# Bellaetrix Manuputty
Bellaetrix Manuputty (* 11. Oktober 1988 in Jakarta) ist eine indonesische Badmintonspielerin. 

## Karriere
Bellaetrix Manuputty gewann bei der Sommer-Universiade 2011 den Titel mit der indonesischen Mannschaft. Beim India Grand Prix 2010 stand sie im Viertelfinale. Bei den Malaysia International 2011 siegte sie im Finale gegen ihre Teamkollegin Hera Desi Ana Rachmawati. In der indonesischen Superliga 2011 wurde sie Vizemeisterin mit der Damenmannschaft von PB Jayaraya.